# Arica (cratera)
Arica é uma cratera marciana. Tem como característica 15.5 quilômetros de diâmetro. Deve o seu nome a Puerto Arica, uma localidade na Colômbia.